# Psyche casta
Psyche casta là một bướm đêm thuộc họ Psychidae. Sải cánh dài từ 12–15 mm. Con cái không có cánh.
Cây chủ thuộc các họ: Poaceae, Birch, Willow, Poplar và Vaccinium. Sâu bướm xây kén trên cỏ.
Thời gian bay từ tháng 5 đến tháng 7.

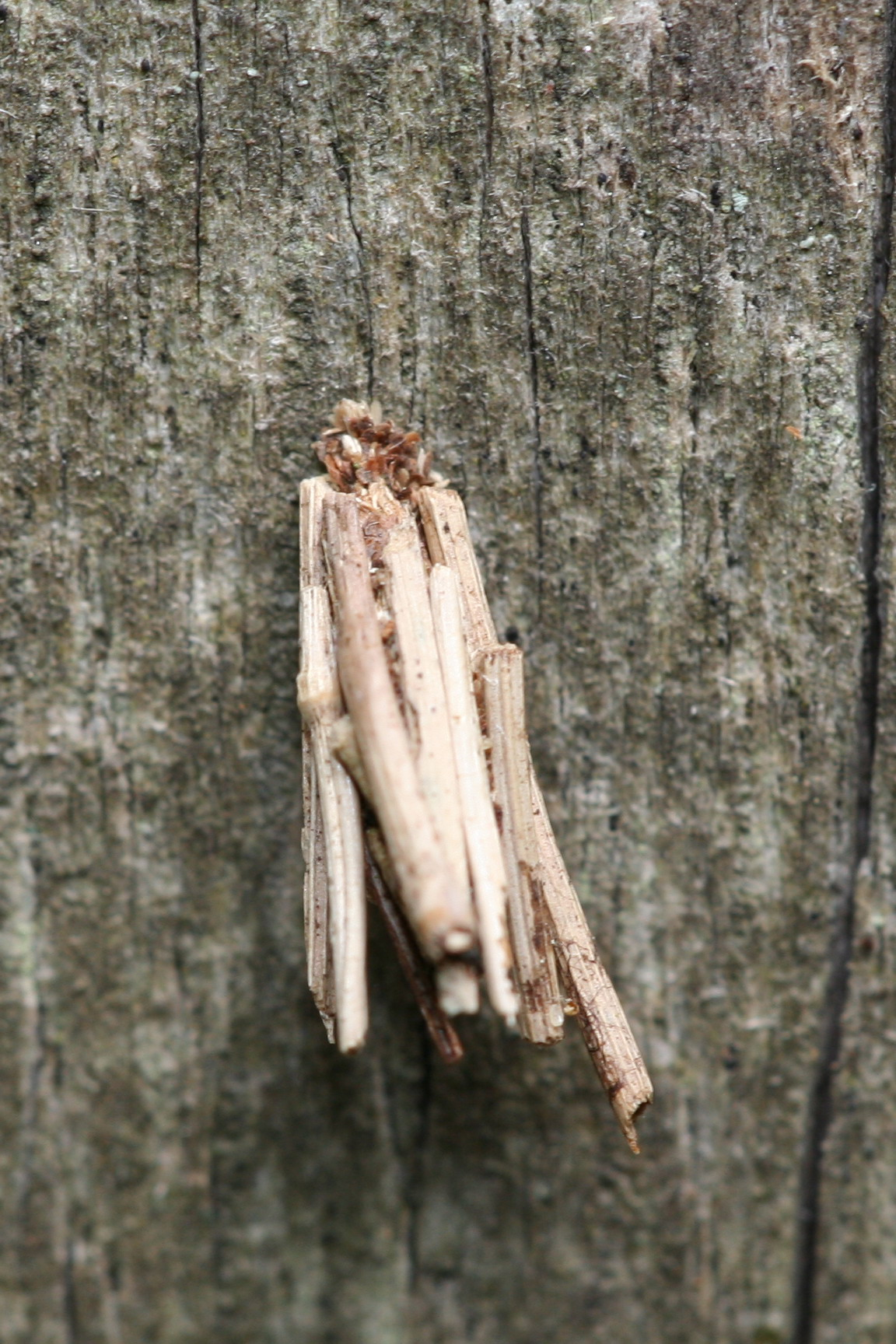